# Bursadella dichroalis
Bursadella dichroalis är en fjärilsart som beskrevs av Pieter Cornelius Tobias Snellen 1880. Bursadella dichroalis ingår i släktet Bursadella och familjen Immidae. Inga underarter finns listade i Catalogue of Life.